# Huayculi
Huayculi es una localidad de Bolivia, situada a 5 kilómetros de la ciudad de Tarata, en el departamento de Cochabamba. Este pueblo es reconocido por su histórica tradición alfarera, la cual ha sido preservada durante siglos, convirtiendo a Huayculi en un referente de la cerámica artesanal en la región del Valle Alto.

## Historia
La alfarería en Huayculi tiene raíces prehispánicas, cuando sus habitantes ya trabajaban con barro y arcilla para fabricar utensilios y objetos de uso cotidiano. Durante la época colonial, estos productos comenzaron a comercializarse en mercados regionales, consolidando la reputación de los artesanos locales. La continuidad de esta tradición ha permitido que las técnicas se transmitan de generación en generación, adaptándose al paso del tiempo sin perder su esencia artesanal

## Producción artesanal
Los alfareros de Huayculi trabajan principalmente con arcilla extraída de la región. El proceso de producción se mantiene fiel a las técnicas tradicionales, que incluyen el modelado a mano o en torno y la cocción en hornos artesanales que utilizan leña, lo cual da a las piezas su característico color terroso. Entre los productos elaborados destacan ollas, cántaros, tinajas y piezas decorativas, muchas de ellas inspiradas en la flora y fauna locales Además, los artesanos también crean miniaturas de cerámica que replican utensilios y animales, una especialidad local que atrae a coleccionistas y turistas

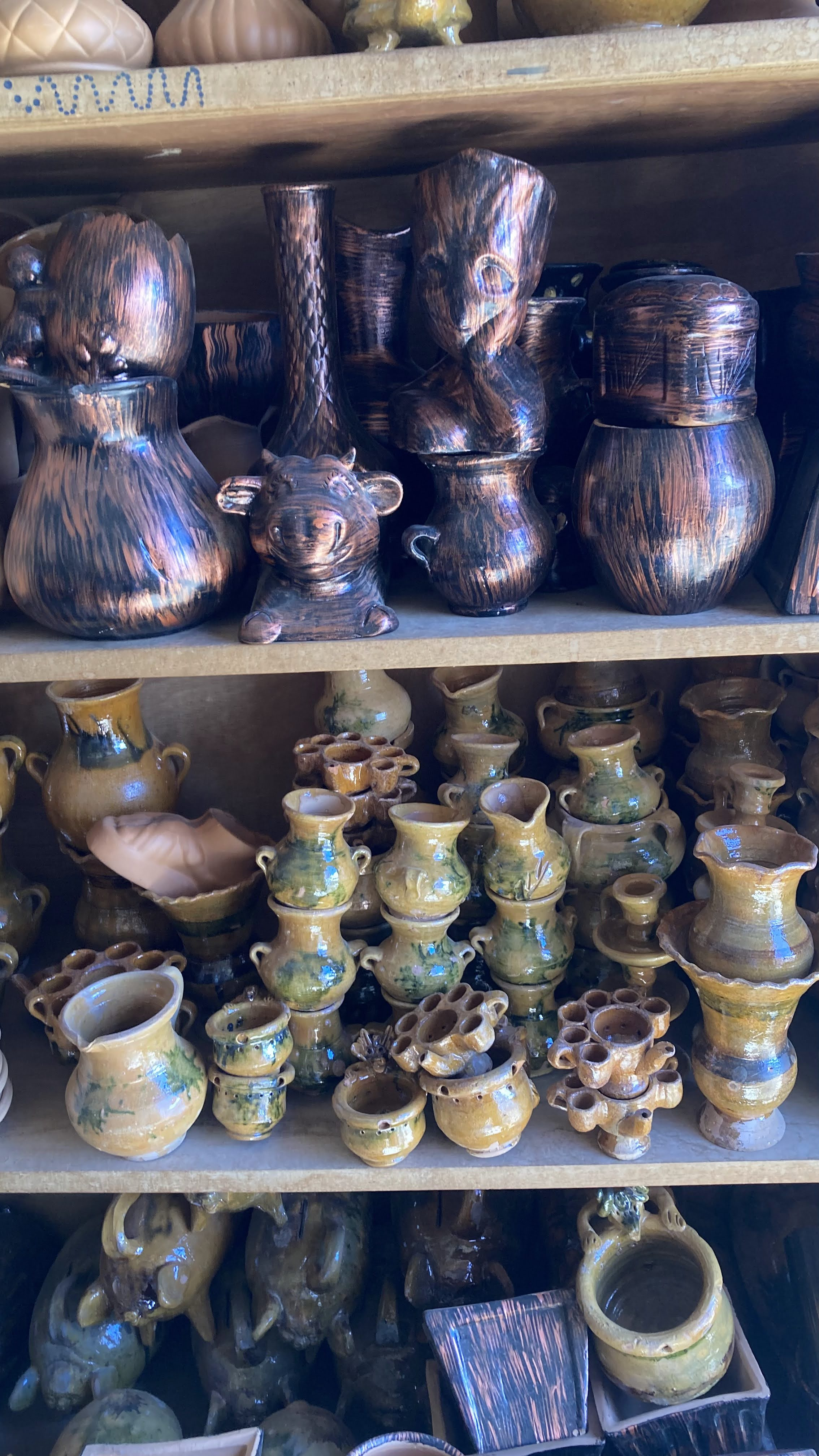
Artesanías modernas en Huayculi.

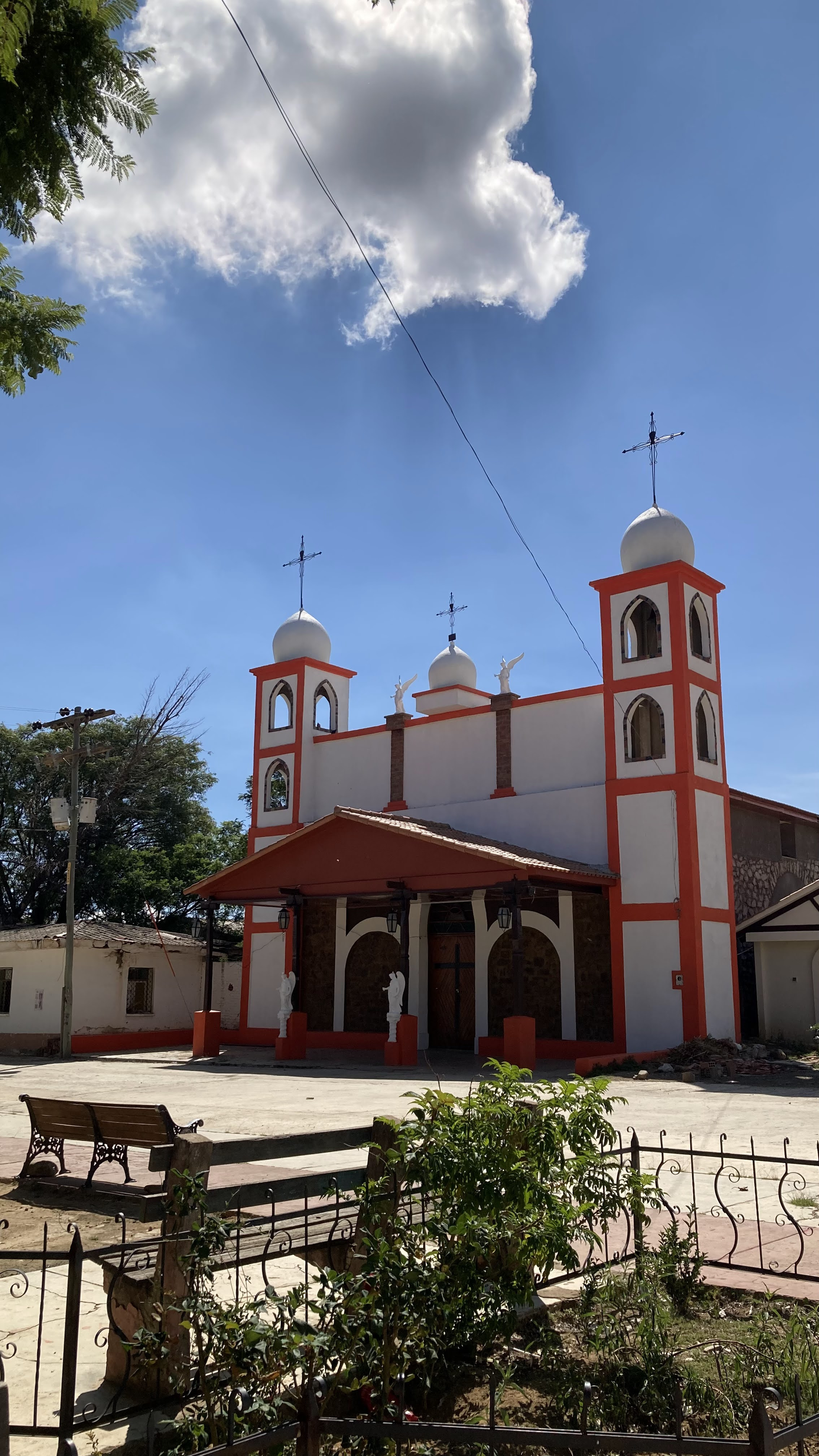
Iglesia de Huayculi.

## Cultura y turismo
Cada año, Huayculi celebra una feria dedicada a su tradición alfarera, donde los visitantes pueden adquirir cerámicas locales y observar de cerca el proceso de producción artesanal. Este evento cultural también incluye exposiciones de arte popular, concursos de alfarería y presentaciones folclóricas El pueblo, rodeado de paisajes naturales del Valle Alto, ofrece a los visitantes una combinación única de arte y naturaleza, lo que refuerza su atractivo como destino turístico

## Desafíos y futuro
A pesar de su rica herencia cultural, los artesanos de Huayculi enfrentan desafíos como la competencia de productos industriales y la falta de apoyo gubernamental para la promoción de sus cerámicas a nivel internacional. No obstante, existen iniciativas locales que buscan preservar y promocionar esta actividad, tanto en mercados nacionales como internacionales. Las asociaciones de artesanos están trabajando para mejorar la calidad de sus productos y explorar nuevas oportunidades de exportación, asegurando así la continuidad de esta valiosa tradición.